# Konvention om biologisk diversitet
Konventionen om Biologisk Diversitet er en international traktat, som blev underskrevet 5. juni 1992 på topmødet i Rio de Janeiro og trådte i kraft 29. december 1993. Traktaten ses ofte som et nøgledokument angående bæredygtig udvikling. Danmark tiltrådte, sammen med resten af EU konventionen 21. november 1996.
Konventionen har tre hovedmål:
1. Bevarelse af biologisk mangfoldighed (eller biodiversitet);
2. bæredygtig anvendelse af dens elementer
3. Retfærdig og ligelig deling af udbytter, som stammer fra genetiske ressourcer.

Målene skal opfyldes ved at udvikle nationale strategier for bevarelse og bæredygtig udnyttelse af biologisk diversitet.
På konventionens deltagerlandes møde i Nagoya i Japan den 29. oktober 2010 blev Nagoya-protokollen vedtaget. Nagoya-protokollen er langt hen af vejen en videreførelse af Konventionen om Biologisk Diversitet. 

## Deltagerlande (176)
Albanien, Algeriet, Angola, Antigua og Barbuda, Argentina, Armenien, Aserbajdsjan, Australien, Bahamas, Bahrain, Bangladesh, Barbados, Belgien, Belize, Benin, Bhutan, Bolivia, Botswana, Brasilien, Bulgarien, Burkina Faso, Burma, Burundi, Cambodja, Cameroun, Canada, Den Centralafrikanske Republik, Chile, Colombia, Comorerne, Den Demokratiske Republik Congo, Republikken Congo, Cook-øerne, Costa Rica, Cuba, Cypern, Danmark, Djibouti, Dominica, Dominikanske Republik, Ecuador, Elfenbenskysten, El Salvador, Eritrea, Estland, Etiopien, EU, Fiji, Filippinerne, Finland, Forenede Arabiske Emirater, Frankrig, Gabon, Gambia, Georgien, Ghana, Grenada, Grækenland, Guatemala, Guinea, Guinea-Bissau, Guyana, Haiti, Honduras, Hviderusland, Indien, Indonesien, Iran, Irland, Island, Israel, Italien, Jamaica, Japan, Jordan, Kap Verde, Kasakhstan, Kenya, Kina, Kirgisistan, Kiribati, Kroatien, Laos, Lesotho, Letland, Libanon, Liberia, Libyen, Liechtenstein, Litauen, Luxembourg, Madagaskar, Makedonien, Malawi, Malaysia, Maldiverne, Mali, Malta, Marokko, Marshalløerne, Mauretanien, Mauritius, Mexico, Mikronesien, Moldova, Monaco, Mongoliet, Mozambique, Namibia, Nauru, Nepal, Nederlandene, New Zealand, Nicaragua, Niger, Nigeria, Niue, Nordkorea, Norge, Oman, Pakistan, Palau, Panama, Papua New Guinea, Paraguay, Peru, Polen, Portugal, Qatar, Rumænien, Rusland, Rwanda, Saint Kitts og Nevis, Saint Lucia, Saint Vincent og Grenadinerne, Samoa, San Marino, São Tomé og Príncipe, Saudi-Arabien, Schweiz, Senegal, Seychellerne, Sierra Leone, Singapore, Slovakiet, Slovenien, Salomonøerne, Spanien, Sri Lanka, Storbritannien, Sudan, Surinam, Swaziland, Sverige, Sydafrika, Sydkorea, Syrien, Tadsjikistan, Tanzania, Tchad, Tjekkiet, Togo, Tonga, Trinidad og Tobago, Tunesien, Turkmenistan, Tyrkiet, Tyskland, Uganda, Ukraine, Ungarn, Uruguay, Usbekistan, Vanuatu, Venezuela, Vietnam, Yemen, Zambia, Zimbabwe, Egypten, Ækvatorialguinea, Østrig.

## Lande, der har underskrevet, men endnu ikke ratificeret (6)
Afghanistan, Kuwait, Serbien og Montenegro, Thailand, Tuvalu, USA